# Impatiens saxicola
Impatiens saxicola är en balsaminväxtart som beskrevs av William Grant Craib. Impatiens saxicola ingår i släktet balsaminer, och familjen balsaminväxter. Inga underarter finns listade i Catalogue of Life.